# شاهلیق
شاهلیق (به ترکی آذربایجانی: Şahlıq) یک منطقهٔ مسکونی در جمهوری آذربایجان است که در شهرستان اوجار واقع شده‌است. شاهلیق ۱٬۰۳۸ نفر جمعیت دارد.